# Dalesbred
Le dalesbred est une race ovine originaire du Nord de l'Angleterre. Ce mouton descend du swaledale et du Scottish Blackface et il est distribué dans les collines du Nord de l'Angleterre, les Yorkshire Dales, ainsi que dans le Lancashire. Le dalesbred est distinct génétiquement d'autres races ovines des collines du Nord de l'Angleterre, comme le herdwick  et le Rough Fell. Il ressemble beaucoup à ses ancêtres. Autant les béliers que les brebis portent des cornes ainsi qu'une toison blanche. Il est facilement reconnaissable par sa tache blanche de chaque côté de sa tête noire et par son mufle noir dont le bout devient gris. Il est élevé d'abord pour sa viande et pour sa laine de bonne qualité, mais il sert aussi à l'entretien paysager. Ses pattes sans laine sont tachetées de blanc et de noir. Les brebis pèsent de 45 à 60 kg et les béliers de 55 à 75 kg. Il s'agit donc d'une race de moyenne taille.
Le dalesbred est fort rustique et résiste bien aux conditions climatiques difficiles de ces collines élevées. Les brebis sont parfois croisées avec le teeswater dans la sélection de la race masham, particulièrement résistante. Le dalesbred est en danger à cause de sa distribution réduite et de son faible effectif, surtout depuis la crise épidémique de fièvre aphteuse de 2001 au Royaume-Uni qui a vu ses effectifs diminuer encore plus.  
Les brebis font d'excellentes mères.